# ステフェン・ポッター (駆逐艦)
ステフェン・ポッター (USS Stephen Potter, DD-538) は、アメリカ海軍の駆逐艦。フレッチャー級駆逐艦の1隻。艦名は第一次世界大戦時の軍人ステフェン・ポッター（1896年 - 1918年）に因む。

## 艦歴
「ステフェン・ポッター」はサンフランシスコのベスレヘム造船で起工された。1943年4月28日にポッターの姪であるサリーおよびマリアンによって命名・進水し、1943年10月21日にチャールズ・H・クリクトン指揮下にて就役した。
サンディエゴで試運転を行った後12月8日にサンフランシスコに戻り、12月下旬にハワイに向けて出航、1943年の大晦日に真珠湾に到着した。1944年1月16日にマーシャル諸島へ空爆を開始するために出撃した第38任務部隊に配備された。攻撃は1月29日に始まり、続いて1月31日に上陸作戦が開始された。1944年2月17日のトラック島空襲では空母「イントレピッド」が魚雷によって損傷を受けた際、マーシャル諸島まで護衛した。その後ホーランジアの戦いに参加し空母の護衛に就いた。4月30日には空母「モンテレー」、駆逐艦「マクドノー」とともに日本海軍の潜水艦「呂45」を撃沈した。7月31日から8月8日までグアムの戦いに参加し、9月にはフィリピン、10月は沖縄の十・十空襲および台湾沖航空戦において空母を護衛した。11月1日、サイパンを経由してウルシー環礁に向かい、そこで任務部隊と合流してフィリピンまで護衛した。12月14日から17日にかけてはルソンを爆撃する空母を護衛し、12月24日にウルシー環礁に帰還した。

### 1945年
「ステフェン・ポッター」は第38任務部隊に加わりグラティテュード作戦に参加した。2月には硫黄島の戦いにて上陸部隊の支援を行った。任務部隊は3月14日に再び出撃し、4日後、九州の飛行場、神戸および呉の日本海運に対する攻撃を開始した。本作戦においては空母の護衛および着水した航空機パイロットの救助活動などに従事した。5月11日、神風特攻隊の突撃を受けた空母「バンカー・ヒル」から107人の生存者を救助した。その後「ステフェン・ポッター」はアメリカ本国に向かい、メア・アイランド海軍造船所にて8月31日までオーバーホールを受けた。
終戦後、「ステフェン・ポッター」は太平洋予備艦隊に配備された。1945年9月21日に任務から外され、ロングビーチに係留された。

### 1951年 - 1958年
1951年3月29日、「ステフェン・ポッター」は任務に復帰し、短期間の慣らし運転を行った後、6月23日に東海岸に向けて出航した。7月11日にニューポートに入港し大西洋艦隊に配備された。1953年4月1日には大韓民国の東海域で国際連合艦隊に加わり、敵対行為が終わるまでそこで活動した。
アメリカに戻った後、「ステフェン・ポッター」はボストン海軍造船所に入り、大規模な修理と改造を受けた。1954年3月28日にはグアンタナモ湾に向かい、再訓練を受けた。1955年1月5日、西ヨーロッパに向けて航海し、ベルギー、ドイツ、ノルウェーを訪れ、1955年5月26日にニューポートに戻った。
1958年4月21日、再び任務から外され、予備役としてカリフォルニア州メア・アイランドに停泊した。1972年12月1日には海軍船籍から除籍され、1973年11月27日にスクラップとして売却された。 

## 受章
「ステフェン・ポッター」は第二次世界大戦の功績により12個の従軍星章を受章した。